# Afrixalus quadrivittatus
Afrixalus quadrivittatus là một loài ếch thuộc họ Hyperoliidae, được Werner phân loại vào năm 1907.
Loài này có ở Burundi, Cameroon, Cộng hòa Trung Phi, Tchad, Cộng hòa Congo, Cộng hòa Dân chủ Congo, Guinea Xích Đạo, Ethiopia, Gabon, Kenya, Nigeria, Rwanda, Sudan, Tanzania, Uganda, có thể cả Angola, có thể cả Malawi, và có thể cả Zambia.
Môi trường sống tự nhiên của chúng là xavan khô, xavan ẩm, vùng cây bụi khô khu vực nhiệt đới hoặc cận nhiệt đới, vùng cây bụi ẩm khu vực nhiệt đới hoặc cận nhiệt đới, đầm nước, đầm nước ngọt, đầm nước ngọt có nước theo mùa, vườn nông thôn, rừng trước đây suy thoái nghiêm trọng, ao, và kênh đào và mương rãnh.

## Hình ảnh

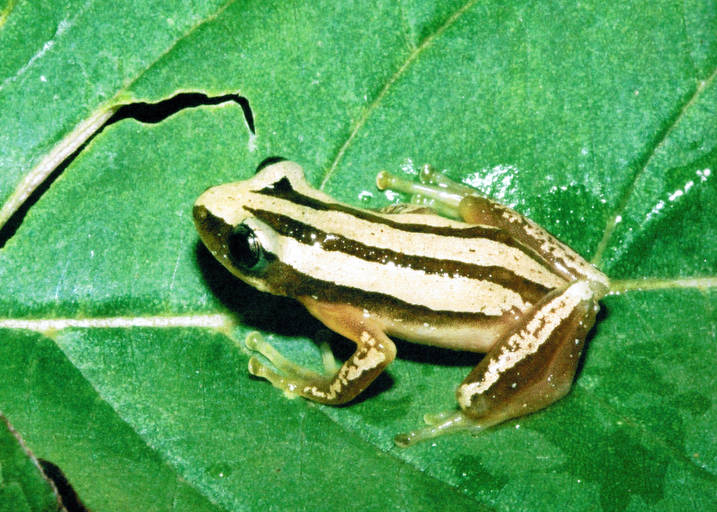
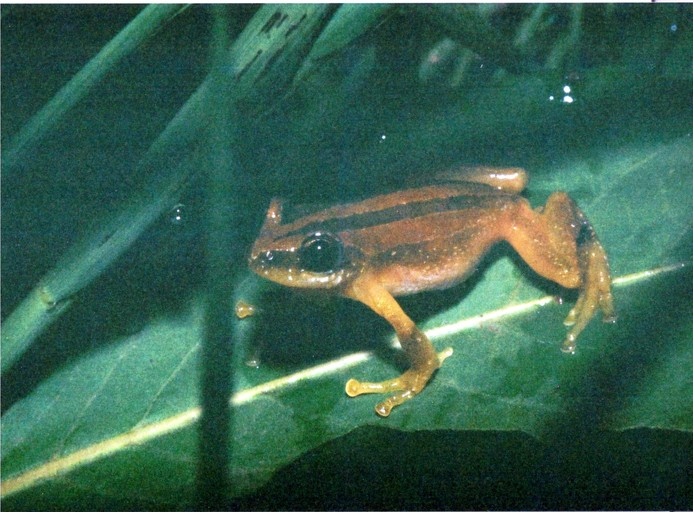
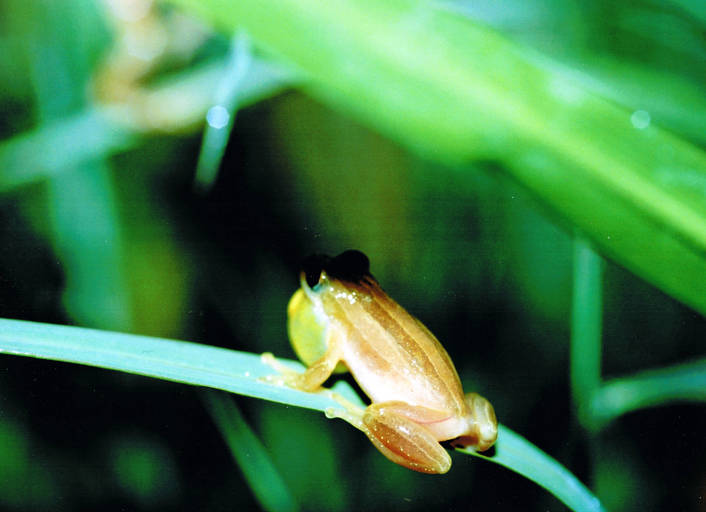
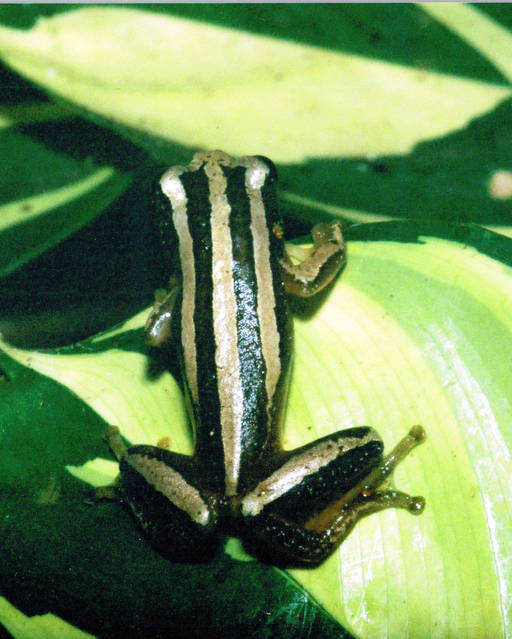